# Pierre Falcon
Pour les articles homonymes, voir Falcon.
Pierre Falcon, (désigné sous le sobriquet de "Pierriche", ce qui voulait dire Pierre le rimeur), né le 4 juin 1793 au fort Elbow (près de l’actuel Swan River dans la province du Manitoba) et mort le 26 octobre 1876 à Saint-François-Xavier dans le Manitoba, est un métis franco-manitobain, de la colonie de la rivière Rouge située le long de la rivière Rouge, poète francophone et auteur de chansons.

## Biographie
Pierre Falcon était le fils d'un employé de la Compagnie du Nord-Ouest et d'une mère amérindienne. Très jeune encore, Pierre fut amené au Bas-Canada où il reçut le baptême dans le village de L’Acadie (Saint-Jean-sur-Richelieu), le 18 juin 1798.
Vers l'âge de 15 ans, il retourna à la colonie de la Rivière Rouge où il entra comme commis à la Compagnie du Nord-Ouest. En 1812, il épousa Mary Grant, fille du Métis Cuthbert Grant. Ils eurent trois fils et quatre filles de ce mariage. Après la fusion de la Compagnie du Nord-Ouest et de Compagnie de la Baie d'Hudson en 1821, Pierre Falcon demeura au service de la nouvelle compagnie jusqu’en 1825.
Par la suite, il s'installa avec d'autres métis à Grantown devenu Saint-François-Xavier.
Il composa de nombreuses chansons sur des thèmes d'actualité, comme la célèbre bataille de la Grenouillère au cours de laquelle les forces métisses bâtirent les troupes du gouverneur Semple. Il composa également une autre ballade métisse, celle du "Lord Selkirk au Fort William", ou la "Danse des Bois-Brûlés" mettant à l'honneur la communauté métisse des Bois-Brûlés ou encore "Les Tribulations d’un roi malheureux" au sujet de la rébellion métisse de la rivière Rouge de 1869/1870.
En 1869, lors de la Rébellion de la rivière Rouge, il rejoint, malgré son grand âge, les troupes métisses commandées par Louis Riel.
Le lac Falcon, situé dans le Manitoba, porte son nom en sa mémoire.